# Модель Максвелла

Схематичне зображення моделі Максвелла

Моде́ль Максве́лла (тіло Максвелла) — реологічна модель пружнов'язкого тіла, утворена послідовним сполученням пружного і в'язкого елементів. Запропонована Д.Максвеллом 1867 року.
Якщо цю систему швидко навантажити, то в'язкий елемент не встигне зрушити з місця і буде поводити себе, як заморожений, а деформацію візьме на себе пружина — і модель буде поводити себе як пружне тіло. Навпаки, у разі повільного навантаження, наприклад, сталою силою, до деякої невеликої постійної деформації пружини додається в принципі необмежено зростаюча деформація в'язкого елемента, тобто модель поводить себе як пружна рідина, яку називають рідиною Максвелла (а також тілом або моделлю Максвелла). Ця рідина не описується законом в'язкості Ньютона і тому належить до неньютонівських рідин.

## Математичний опис моделі
Нехай ε1 — деформація пружного елементу, а ε2 — деформація в'язкого. У разі послідовного з'єднання напруження в кожному елементі σ однакове. Якщо бути точним, то однаковими, є зусилля, тому для простоти припускається, що перерізи елементів моделі є однаковими. Можна записати дві очевидні залежності:
{\displaystyle \epsilon _{1}={\frac {\sigma }{E}};{\dot {\epsilon }}_{2}={\frac {\sigma }{\eta }}},
де: E — модуль Юнга; η — динамічна в'язкість.
Звідси, враховуючи що:
{\displaystyle {\dot {\epsilon }}={\dot {\epsilon }}_{1}+{\dot {\epsilon }}_{2}={\frac {\dot {\sigma }}{E}}+{\frac {\sigma }{\eta }}},
звідки:
{\displaystyle {\frac {d\sigma }{dt}}=E{\frac {d\epsilon }{dt}}-\left({\frac {E}{\eta }}\right)\sigma } (рівняння Максвелла).
Для випадку релаксації напруження (ε = const) отримаємо:
{\displaystyle {\frac {\sigma }{dt}}=-\left({\frac {E}{\eta }}\right)\sigma };
інтегруючи від 0 до t і від σ0 до σ, отримаємо відомий закон релаксації Максвелла:
{\displaystyle \sigma =\sigma _{0}\exp {\left({\frac {-t}{\tau }}\right)}},
де {\displaystyle \tau ={\frac {\eta }{E}}} — час релаксації (стала матеріалу при T = const, що має розмірність часу).

## Застосування моделі
Ця модель якісно справедлива для в'язких матеріалів, що мають пружність (пружнов'язкі тіла) і добре описує повзучість багатьох матеріалів, наприклад, бетону та полімерів. Для точнішого опису повзучості лінійна залежність замінюється нелінійною, зберігаючи при цьому головне — послідовне сполучення елементів. Для твердих тіл із внутрішнім тертям (в'язкопружні тіла) модель Максвелла не описує повзучість, яка згасає. При релаксації напруження в елементах прямують до нуля, хоча в реальних твердих тілах цього не спостерігається. У цьому випадку застосовуються складніші моделі.